# Рено Трафик
„Рено̀ Трафѝк“ (Renault Trafic) е модел микробуси на френската компания „Рено“, произвеждан от 1981 година.
„Трафик“ е произвеждан в сътрудничество с „Опел“ и „Нисан“ и се продава също под марките „Опел Виваро“, „Воксхол Виваро“ и „Нисан Примастар“.